# Taurus (cohete)

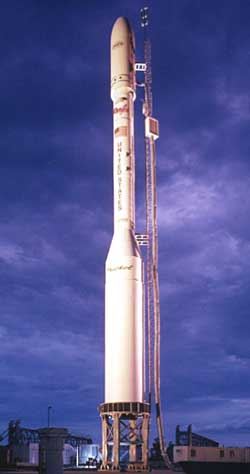
El cohete Taurus en su plataforma de lanzamiento. Imagen tomada en 2004 en la Base Aérea de Vandenberg.

Taurus es una familia de cohetes estadounidenses propulsados por combustible sólido desarrollados por la empresa Orbital a principios de los años 1990 y que utilizan una etapa superior derivada del cohete Pegasus y una primera etapa Castor-120. En 2002 se desarrolló una versión de tres etapas para usarse como interceptor del sistema de defensa antimisiles de los Estados Unidos.
Desarrollados bajo el patrocinio de DARPA, los Taurus fueron diseñados para ser fácilmente transportables y poder ser lanzados rápidamente. Pueden poner en órbita hasta 1350 kg de carga útil en órbita baja terrestre. Hay dos tamaños de cofia para acomodar diferentes tipos de carga, y puede llevar un adaptador para lanzamiento de múltiples cargas.
Puede ser lanzado desde la base aérea de Vandenberg, desde Cabo Cañaveral en Florida, desde las instalaciones de Wallops Island en Virginia o desde el complejo de lanzamiento Kodiak, en Alaska.

## Versiones

### Taurus
La versión original. Retirada de servicio en 1998. Voló dos veces, el 13 de marzo de 1994 y el 3 de octubre de 1998.

#### Especificaciones
- Carga útil: 1320 kg a LEO.
- Apogeo: 1000 km
- Empuje en despegue: 1711 kN
- Masa total: 73.000 kg
- Diámetro: 2,35 m
- Longitud total: 27,9 m

### Taurus 1110
Lanzada una vez, el 12 de marzo de 2000.

#### Especificaciones
- Carga útil: 1320 kg a LEO.
- Empuje en despegue: 1320 kN
- Masa total: 73.000 kg
- Diámetro: 2,35 m
- Longitud total: 27,9 m

### Taurus 2110
Lanzada dos veces, el 21 de diciembre de 1999 y el 21 de septiembre de 2001.

#### Especificaciones
- Carga útil: 1380 kg a LEO.
- Empuje en despegue: 1380 kN
- Masa total: 73.000 kg
- Diámetro: 2,35 m
- Longitud total: 27,9 m

### Taurus 2210
Lanzada una vez, el 10 de febrero de 1998.

#### Especificaciones
- Carga útil: 1380 kg a LEO.
- Empuje en despegue: 1380 kN
- Masa total: 73.000 kg
- Diámetro: 2,35 m
- Longitud total: 29,7 m

### Taurus 3210
Lanzada una vez, el 20 de mayo de 2004.

#### Especificaciones
- Empuje en despegue: 1380 kN
- Masa total: 73.000 kg
- Diámetro: 2,35 m
- Longitud total: 31,6 m